# Romuléon (Miélot)
Pour les articles homonymes, voir Romuleon (homonymie).

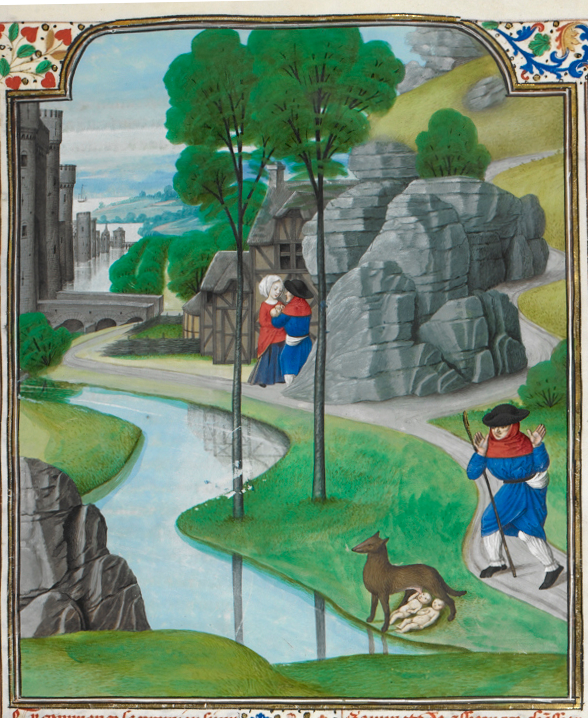
Faustulus découvre Romulus et Remus. Début du livre 1 (BL Royal MS 19 E v)

Le Romuléon (Miélot) est un ouvrage en français du XVe siècle, traduction par Jean Miélot du livre Romuleon en latin écrit par Benvenuto da Imola. Il relate l'histoire de la Rome antique depuis la légende de sa fondation par Romulus et Rémus jusqu'à l'empereur Constantin,.

## Origines
L'ouvrage source est le livre Romuleon, rédigé par Benvenuto da Imola, à Florence, entre 1361 et 1364. La préface de ce livre en latin stipule que l'ouvrage a été rédigé à la demande de Gomez Albornoz, gouverneur de Bologne. Le livre lui-même est basé sur un ensemble de sources classiques, y compris le livre Ab Urbe Condita de Tite-Live  et les Vie des douze Césars de Suétone, ainsi que les ouvrages Compendium historie Romane et Historia romana de Riccobaldo da Ferrara.
La traduction en français a été réalisée par Jean Miélot,  traducteur, enlumineur au service de Philip le Bon, duc de Bourgogne et son secrétaire particulier.  Le rôle de Miélot était de « translater, escrier et historier les livres de Monseigneur », c'est-à-dire du duc. La traduction française date de 1463: sur le folio 336 du manuscrit de la British Library est écrit « Et fut ledit traittie translatte de latin en cler franchois par sir Jehan Mielot chanoine de Lille en Flandres l'an de grace mil quatrecens soixante et troiz en la fourme et stille plus au long declare ».
Il ne faut pas confondre la traduction de  Miélot avec l'autre traduction française, entreprise par Sébastien Mamerot en 1466.

## Manuscrits

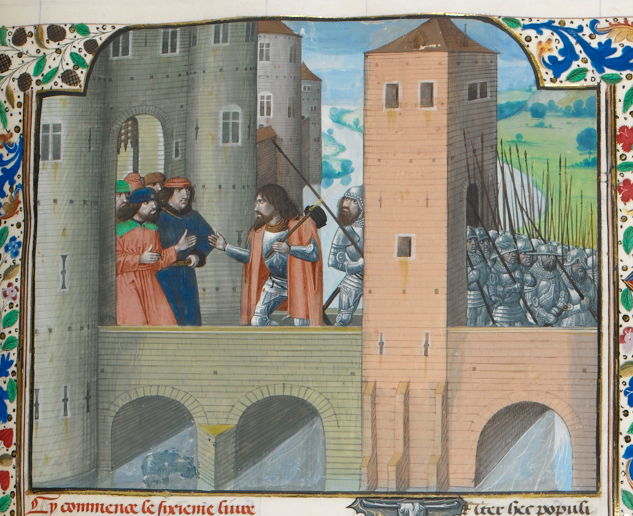
Scipion l'Africain quitte Rome avec son armée (BL Royal MS 19 E v).

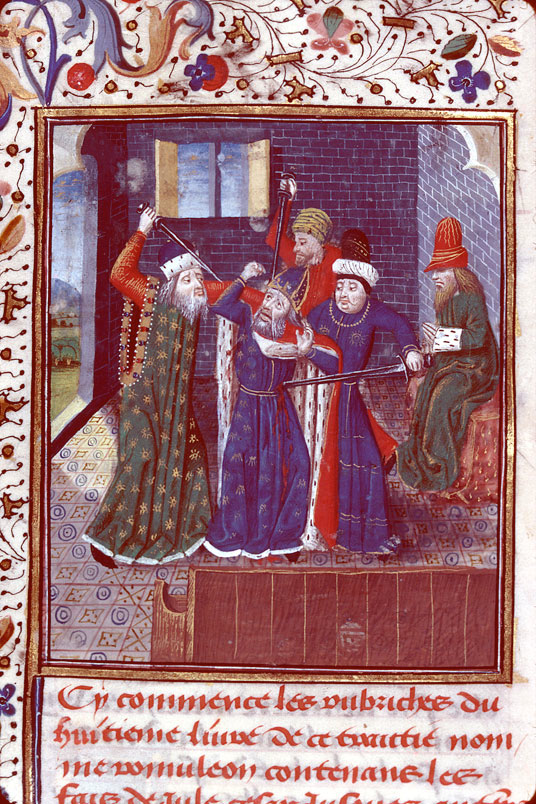
Assassinat de César (Besançon-BM-ms. 0850).

Le Romuléon existe en sept manuscrits, dont un est incomplet, tous sont enluminés:
- Besançon, Bibliothèque Municipale, Ms. 850[9]: Propriété de Philippe le Bon, qui l'a acheté en 1467[10].

- Bruxelles, Bibliothèque Royale, Ms. 9055:  Propriété de Antoine bâtard de Bourgogne, le fils illégitime de Philippe le Bon. Le manuscrit a été produit par le copiste David Aubert en 1468[11] et enluminé par le Maître aux grisailles fleurdelisées et Liévin van Lathem

- Bruxelles, Bibliothèque Royale, Ms. 10173-10174:  Propriétés de Jean de Wavrin.

- Florence, Biblioteca Medicea Laurenziana[12], Ms. Medicei Palalatini 1561 et 1562: Datés 1464, le copiste est David Aubert, et les illustrations du manuscrits sont attribués à Loyset Liédet[13]. Probablement propriété de Philippe le Bon[14].

- Londres, British Library,  Royal Ms. 19 E v[15]: Commandé pour Édouard IV d'Angleterre.  Alors que l’écriture est très similaire de celle de David Aubert, il n'a pas été écrit par lui[16].

- Niort, Médiathèque Pierre-Moinot, Cote RESG2F (olim MS 25)[17]: Incomplet : il reste 97 folios; le manuscrit commence chapitre 24 du livre II et finit au chapitre 68 du livre VI). Les miniatures ont été détachées[18]. Enluminure attribuée à Pierre Garnier (aussi appelé Préfichault), peintre au service du roi René d'Anjou de 1476 à 1480. Grandes initiales ornées de motifs floraux ou de rinceaux. Don d'Edmond Arnauldet, 1884.

- Turin, Biblioteca nazionale universitaria, Ms. L.I.41 et L.I.42: Propriété de Louis de Bruges, seigneur de Gruuthuse, miniatures attribuées au Maître du Jardin de vertueuse consolation.

C'est dans la haute aristocratie bourguignonne de l'entourage de Philippe le Bon, qui avait poussé à la traduction,  que se rencontre le plus grand intérêt pour le Romuléon de Miélot, et cinq des six exemplaires complets proviennent ce cercle. La copie faite pour Édouard IV  (Londres, BL Royal 19. E. v) est donc atypique, puisque réalisée une décennie plus tard. Elle fait partie d'un large ensemble de manuscrits d'origine flamandes acquise par Édouard à cette époque, durant une période de quelques années seulement, vers 1479-1480. Édouard voulait peut-être  posséder son propre exemplaire du Romuléon, comme Louis de Gruuthuse, à qui il avait rendu visite en 1470 et qui possédait la copie conservée maintenant à Turin. L'acquisition du Romuléon par Édouard faisait partie d'un intérêt plus prononcé pour des textes d'histoire, et en particulier d'histoire romaine.